# 東常慶
東 常慶（とう つねよし、生年不詳 - 永禄2年8月24日（1559年9月15日））は、戦国時代の武将。郡上東氏第11代。美濃国郡上郡篠脇城主。東常和の子で、東常縁の孫である。

## 来歴
東氏の外戚・遠藤氏の胤重の子、和田五郎左衛門が小多良郷和田会津（現郡上市）の要害に拠り、東氏に抵抗するようになると、その勢力拡大を恐れた常慶は、天文9年（1540年）に木腰城主の遠藤胤縁（胤重の父）、その弟盛数と謀り、五郎左衛門を篠脇城修理の相談と偽っておびき寄せ、胤縁・盛数の手により暗殺した。これを知った和田氏一族郎党の報復の軍議がまとまらないうちに、常慶は和田一族を急襲して滅ぼし、小多良の地を一族の遠藤善兵衛に与えた。
天文9年（1540年）8月25日、越前の朝倉孝景の兵が領内に侵入し、石徹白村（現郡上市白鳥町）の常慶の娘婿、石徹白源三郎に先導を強要したが、源三郎はやむをえず朝倉勢を案内しながらも、弟の兵庫に常慶へ急報させた。常慶は遠藤胤縁・盛数兄弟の進言で決戦を覚悟し、篠脇城の防御を固めた。9月3日に攻撃してきた朝倉軍を、放射状竪堀から巨石を落下させ、撃退したが、それによって城自体も著しく破損するという結果になった。翌年、城の修復がままならない状況下で、再び朝倉勢が郡上に迫ると、常慶は大島（現郡上市白鳥町）の安養寺に救援を依頼。安養寺は信徒1,000人を集めて、美濃・越前国境の油坂峠に布陣し、安養寺の軍のみで朝倉勢の侵攻を阻止した。天文10年（1541年）、篠脇城の修復を諦めた常慶は改めて郡上の防衛に適した城を築く事を決め、赤谷山に東殿山城を築き、子の常堯に守備させた。
天文10年（1541年）、阿千葉城（現郡上市大和町）主鷲見貞保が命に背いたため、常慶は討伐軍を起こし、貞保を自害させて、古代から郡上北部で勢力を持っていた鷲見氏を滅ぼした。
天文21年（1552年）、東氏一族で福野城（現郡上市美並町）にあって下川筋で勢力を拡大していた河合七郎一族を不安視した常慶は、遠藤盛数に討伐を命じ、盛数は七郎を滅ぼして下川筋の領地を与えられ、鶴雄山城を築いた。
常慶は実子の常堯が悪逆非道だったため、遠藤盛数を婿養子に迎え、弘治年間（1555年 - 1558年）に家督を譲ったともいう。一方、常堯にも遠藤胤縁の娘と縁組させようとしたが、胤縁は常堯の非道を理由に同意せず、娘を畑佐六郎右衛門に縁付かせた。これを恨んだ常堯は、永禄2年（1559年）8月1日、胤縁が東殿山城を訪問すると、家臣長瀬内膳に命じて鉄砲で射殺させた。かねてから宗家に取って代わることを考えていた盛数は、兄の弔い合戦を大義名分に郡内の諸豪を募り、8月14日に出陣した。一説には飛騨の三木頼綱の加勢も得た盛数は八幡山山頂に布陣し、常慶・常堯と吉田川を挟んで南北に対峙した。連日の防戦の末、8月24日に東殿山は落城し、常慶は戦死した。一説には、北辰寺（現郡上市美並町）の位牌から、娘婿の盛数に助けられて北辰寺に至り、永禄4年（1561年）8月24日に同寺で死去したともされるが、それは遠藤氏の権威を利用するために後代に作られたとも考察されている。
なお、子の常堯は逃れてその後も抵抗を続けたが、天正13年11月29日（1586年1月18日）の天正大地震の際、飛騨の帰雲城にいてその崩壊で死去した。